# 阿拉斯加長孔綿鳚
阿拉斯加身長孔綿鳚（學名：Bothrocara pusillum），為輻鰭魚綱鱸形目绵鳚亞目绵鳚科的其中一種，分布於東北太平洋區，從白令海至加拿大卑詩省南部海域，屬深海底棲性魚類，棲息深度在水深221至2189公尺，體長可達14.5公分。